# Абдукодир Хусанов
Абдукодир Хикматович Хусанов (на узбекски: Abduqodir Xikmatjon oʻgʻli Xusanov) е узбекски професионален футболист, който играе като централен защитник за английския Манчестър Сити и националния отбор на Узбекистан.

## Клубна кариера

### Ранни години
Хусанов играе за юношеските отбори на узбекския клуб Буньодкор до 18-годишна възраст.

### Енергетик-БГУ
През март 2022 г. Хусанов се мести в беларуския клуб Енергетик-БГУ. Той дебютира за клуба на 19 март в мач срещу Витебск, като започва и изиграва целия мач. Хусанов отбелязва първия си гол на 2 май 2022 г. в мач срещу Неман Гродно, където прави и две асистенции. В мач на 29 май 2022 г. срещу Славия Мозир отбелязва първия си гол от дузпа. През август 2022 г. Хусанов е включен в списъка на най-обещаващите играчи в света според Международния център за спортни изследвания. В края на сезона клубът му завършва като вицешампион на Беларуската Висша лига за 2022 г. Той влиза в символичния отбор на шампионата.

### Ланс
На 24 юли 2023 г. Хусанов подписва четиригодишен договор с клуба от Лига 1 Ланс. Той дебютира за клуба на 16 септември 2023 г. при домакинска загуба с 1:0 срещу Мец, като става първият узбекски играч, играл в Лига 1.
На 29 ноември 2023 г. Хусанов изиграва първия си състезателен мач в УЕФА, поражение от груповата фаза на Шампионската лига на УЕФА с 0:6 срещу Арсенал, ставайки на 19 години и 9 месеца най-младият узбек, играл както в Шампионската лига на УЕФА, така и в което и да е клубно състезание на УЕФА.
Ланс в крайна сметка завършва трети в групата си, като по този начин се класира за фазата на елиминациите на Лига Европа през сезон 2023 – 24 . На 15 февруари 2024 г. изиграва първия мач от плейофния мач срещу Фрайбург, равенство 0:0, ставайки на 19 години и 11 месеца най-младият узбек, играл в Лига Европа.

### Манчестър Сити
На 20 януари 2025 г. Хусанов става първият узбекски национал, подписал за клуб от Висшата лига, присъединявайки се към Манчестър Сити с договор за четири години и половина.

## Отличия
Узбекистан до 20 г.
- Азиатска купа до 20 г.: 2023 г.

Узбекистан до 23 г.
- Азиатска купа до 23 г., вицешампион: 2024 г.

Узбекистан
- Вицешампион на CAFA Cup Nations: 2023 г.

Индивидуално
- Азиатски мъжки отбор на годината на IFFHS: 2023 г.[13]

Други
- Медал ''Келажак Буньодкори'': 2023 г.[14]